# Wassil Pankou
Wassil Mikalajewitsch Pankou (belarussisch Васіль Мікалаевіч Панкоў, russisch Василий Николаевич Панков, Wassili Nikolajewitsch Pankow; * 15. August 1968 in Minsk, Weißrussische SSR) ist ein ehemaliger belarussischer Eishockeyspieler. Der Stürmer war belarussischer Nationalspieler. Sein Bruder Dsmitry ist ebenfalls Eishockeyspieler.

## Karriere
Er begann seine Karriere bei Dynamo Minsk, mit dem er 1988 in die Wysschaja Liga aufstieg. 1993, 1994 und 1995 wurde er mit Minsk belarussischer Meister. Außerdem war er 1995 belarussischer Eishockeyspieler des Jahres. Von 1995 bis 1997 stand er in Russland beim HK Lada Toljatti unter Vertrag, mit dem er 1996 die IHL-Meisterschaft gewann. Danach spielte Pankou für den slowakischen Klub HC Slovan Bratislava, mit dem er 1998 und 2000 slowakischer Meister wurde. Von 2000 bis 2002 war er bei den Augsburger Panther in der DEL aktiv. Nach einer Saison beim HK Junost Minsk beendete er 2003 seine Laufbahn.
Mit der belarussischen Nationalmannschaft schaffte Pankou 1995 den Aufstieg in die B- und 1997 den Aufstieg in die A-WM. 1998 nahm er an den Olympischen Spielen in Nagano teil, bei denen Belarus das Viertelfinale erreichte. 

### Dopingvorwurf 2002
Vier Jahre später, bei den Olympischen Spielen in Salt Lake City, wurden die Belarussen Vierte. Nach dem Spiel um Platz drei gegen Russland wurde Pankou allerdings bei der Dopingkontrolle positiv auf Nandrolon getestet und von den Spielen ausgeschlossen. Zudem wurde er bis zur Öffnung der B-Probe auch von den Augsburger Panthern suspendiert. Einen Monat später wurde Pankou vom Vorwurf des Dopings freigesprochen, statt seiner wurde der Mannschaftsarzt des Nationalteams, Losizki, gesperrt.

### Als Trainer
Seit 2005 arbeitet Pankou als Eishockeytrainer. Zunächst arbeitete er im Nachwuchsbereich vom HK Dinamo Minsk, ehe er ab 2008 die Extraliga-Mannschaft von Schinnik Babrujsk als Cheftrainer betreute, parallel dazu war er Assistenztrainer bei der belarussischen U20-Auswahl. Ab 2010 war er Cheftrainer des HK Pantera Minsk, eines Fraueneishockeyklubs, der an der Elite Women’s Hockey League teilnahm. In der Saison 2014/15 betreute er die Mannschaft von Junior Minsk aus der zweitklassigen Wysschaja Liga.